# Žatec
Žatec (in tedesco Saaz) è una città della Repubblica Ceca facente parte del distretto di Louny, nella regione di Ústí nad Labem.
Il 18 settembre 2023 la città e il paesaggio legato alla coltivazione del suo luppolo sono stati iscritti nella Lista dei patrimoni dell'umanità dell'UNESCO dalla quarantacinquesima sessione del Comitato del patrimonio mondiale riunito a Riad.